# Charles Henri Frédéric Dumont de Sainte-Croix
Pour les articles homonymes, voir Charles Dumont et Dumont.
Charles Henri Frédéric Dumont de Sainte-Croix est un haut fonctionnaire et un ornithologue français, né le 27 avril 1758 à Oisemont dans la Somme et mort le 8 janvier 1830.

## Biographie
Il fait des études de droit puis devient secrétaire de l'Intendance de Paris (1784-1785). 
Après la Révolution, il est chef de division au ministère de la justice sous Gohier, puis directeur de l'envoi des Lois. Ce métier ne lui plaisant guère, il mène en parallèle une activité de naturaliste plus conforme à ses goûts. Ainsi contribue-t-il à l’ornithologie pour le Dictionnaire des sciences naturelles (1804-1830) édité par Frédéric Cuvier (1773-1838) et fait paraître une Histoire naturelle des martinets en 1824.
À la Révolution il est arrêté et incarcéré pour avoir pris la défense du général Custine (guillotiné le 28 août 1793) « en faisant afficher un placard où il rappelait, dit Michaud, avec beaucoup de courage, aux principes de la justice, un peuple qu’on cherchait à égarer. » Il relate sa détention dans ses Mémoires d’un détenu, suivis de divers fragments de littérature et d’Histoire naturelle (1795) que citera avec intérêt Madame de Staël. Ce récit contient notamment une curieuse évocation des insectes rencontrés en prison et divers mémoires sur l'histoire naturelle et la chimie.
Quoique libéral et agent du ministère à l’imprimerie des lois, il avait, par l’entremise de son frère André, fait rendre la liberté à plusieurs nobles.
Il était membre de plusieurs sociétés savantes.

## Famille
Il est le fils aîné de l'homme de loi et écrivain Jean Charles Nicolas Dumont, et de Marie Thérèse Magnier. 
Il est le frère d'André Dumont, membre du Comité de salut public, président de la Convention en 1794, et sous-préfet d'Abbeville.
Il se marie deux fois. En premières noces, le 28 janvier 1795, il épouse Amélie, fille de Joachim Filleul, concierge du château de Choisy, née le 14 juin 1778 à Choisy-le-Roy (94). Il en divorce le 17 juillet suivant. Il se remarie le 15 novembre 1797 avec «Rosalie Rey (1777-1854), fille de Rey de Neuvié, avocat, bibliothécaire au Conseil des Cinq-Cents ». 
Trois de ses filles se marient:
1° Rose Henriette Dumont s'unit à André Pierre Charles Lamouroux (1798 Agen -1877 Constantine), conseiller de préfecture, chevalier de la Légion d'honneur et frère du biologiste Jean Vincent Félix Lamouroux
2° Marie Clémence Dumont se marie en 1827 avec le naturaliste René Primevère Lesson (1794-1849), veuf de Jeanne Zoé Massiou
3° Zoé Dumont (1806-1849) convole en 1837 avec le général Émile Perrodon (1794-1872), veuf d'Amandine de Bonnevie-Pogniat

## Liste partielle des publications
- 1803 : Dictionnaire forestier (deux volumes, Garnery, Paris) ; [1re partie, 309 p., sur Google Livre] ; [2e partie, 471 p., sur Google Livre]
- 1811 : Code des contributions directes
- 1820 : 7e édition, entièrement refondue, du Nouveau style des huissiers
- sans date : Manuel des émigrés et déportés
- 1831 : Manuel complet des maires, des conseils municipaux et des commissaires de police